# Odrüsziak
Az Odrüsziak az ókori Trákia egyik leghatalmasabb népe. Hérodotosz szerint a Hebrusba ömlő Artiscudsnak mindkét partján laktak, azonban az idők során feltehetőleg nyugat felé is terjeszkedtek. Híresek voltak kiváló lovasságukról. Eredetükre nézve nem voltak görögök. Amikor Dareiosz a szkíták ellen vonult, nem tudta az odrüsziakat meghódoltatni, ellenben azok Térész nevű királya, aki Thuküdidész szerint 92 évet élt, hatalmát egészen a Pontusig terjesztette ki, ahol a thüniek tudták csupán megállítani. Fia, Szitalkész tovább folytatta apja hódító politikáját. Kr. e. 431-ben az athéniek szövetséget kötöttek Szitalkésszel, aki emiatt a makedón Perdikkasz ellen komoly sereget gyűjtött. Mivel az athéniak nem teljesítették a szerződésben vállalt kötelezettségeiket, Szitalkész békét kötött Perdikkasszal, és a szövetséget felbontotta. Szitalkészt Kr. e. 424-ben I. Szeuthész követte a trónon, őt Medokosz és testvére, Maiszadesz követte. Ennek fia, Szeuthész, a Xenophón vezetésével visszatérő görögök segítségével visszaszerezte atyja elvesztett területeit. Kotüsz (meghalt Kr. e. 358-ban) által az odrüsziak még közelebbi kapcsolatba kerültek Görögországgal, halála után azonban örökösödési viszály támadt, amely az athéniaknak és a makedón II. Philipposznak igen kapóra jött. Az utóbbi Kr. e. 340-ben makedón uralom alá helyezte az odrüsziakat. Ebben az állapotban sokáig maradtak, a rómaiak sem igázták le őket, hanem a körülöttük lakó népek legyőzésére és féken tartására használták fel. Csak Vespasianus alatt kebelezték be teljesen őket a Római Birodalomba.